# Ronald Suelmann
Ronald Suelmann (Emmen, 27 januari 1990) is een Nederlandse handbalspeler van het Drentse Hurry-Up.

## Biografie
Alhoewel beide zussen van Ronald Suelmann handbalde, ging hijzelf eerst liever voetballen. Toen hij vijf jaar werd, ging hij ook handballen bij Hurry-Up.
Suelmann debuteerde op 14-jarige leeftijd bij de hoofdmacht van Hurry-Up. Met Hurry-Up promoveerde hij vanuit de Eerste divisie naar de Eredivisie en later naar de BENE-League. In 2011 won Suelmann met Hurry-Up de enige hoofdprijs uit de clubgeschiedenis: de nationale beker. Suelmann scoorde in de finale tegen E&O meer dan tien goals.
In 2011 maakte Suelmann zijn debuut in het Nederlands team.
Alhoewel Suelmann tijdens zijn handbalcarrière vele aanbiedingen kreeg om te spelen voor andere clubs, bleef hij gedurende zijn gehele spelerscarrière spelen bij Hurry-Up. Op 30 mei 2021 speelde Suelmann zijn laatste wedstrijd tegen Quintus.

## Privé
In 2018 werd Suelmann vader van een dochter. Daarnaast heeft hij zoon.